# Simon Mayr
Johann (Simon) Mayr (Majer, Mayer, Maier), olaszul Giovanni Simone Mayr vagy Simone Mayr (Mendorf, 1763. június 14. – Bergamo, 1845. 
december 2.) német zeneszerző. 

## Élete
Orgonista öt gyermeke közül másodikként, Mendorfban született, Altmannstein közelében, az Eichstätt járásban. Bajorországban teológiát tanult az Ingolstadti Egyetemen, 1787-től Olaszországban folytatta tanulmányait. Szoros kapcsolatban állt Adam Weishaupt illuminátussal, miközben Ingolstadtban tanult. A francia felvilágosodás eszméi erősen befolyásolták filozófiáját mint zenészét, aki karrierje vége felé a híres Zibaldone Jegyzetfüzetek szerkesztésében is részt vett. 
Röviddel ezután Carlo Lenzitől és később Ferdinando Bertonitól zeneórákat vett.  1802-ben Bergamóba költözött, s a helyi székesegyházban kapellmeisteri kinevezést kapott régi tanára, Lenzi helyére. Haláláig e posztot megtartotta, miközben központi szerepet töltött be a város zenei életében koncertek szervezésével, és Ludwig van Beethoven zenéjének bemutatásával. Gaetano Donizetti zenetanára volt. Élete végén megvakult. Bergamóban halt meg, ott is temették el a Santa Maria Maggiore bazilikában, Donizetti sírja elé. 
Mayr műveit, amelyek között csaknem hetven opera is van, ma ritkán tűzik műsorra.  

## Művei
Lásd Simon Mayr és Simon Mayr operák listáját

## Felvételek
- Ginevra di Scozia - Elizabeth Vidal (szoprán); Daniela Barcellona (mezzo-szoprán); Antonino Siragusa (tenor); Luca Grassi (bariton); Giuseppina Piunti (szoprán); Marco Lazzara (kontratenor); a Teatro Lirico Giuseppe Verdi di Trieste Színház zenekara; Tiziano Severini (karmester). Címke: Opera Rara ORC23
- Fedra (Chiaudani, Nelsen, Zagorski, Lee; Schaller) OEHMS Classics 920
- La Rosa Bianca e la Rosa Rossa (Antonacci, Anselmi, Serraicocca, Canonici, Facini; Briccetti) Fonit Cetra RFCD 2007
- Verter (Herrmann, Gemmabella, Cicchetti, Salsi, Zarelli; Terracini)  Bongiovanni GB 2343-4.
- Sisara Accademia I Filarmonici di Verona, Simon Mayr Chor, Franz Hauk vezényletével, Guild GmbH
- Medea in Corinto (Eaglen, Kenny, Ford, Miles; Parry), Opera Rara ORC11 [1993]
- Konzert mit Schnitte von Werken von Johann Simon Mayr.  Wilhelm Schmailzl, Karlskron [1996]
- Samuele Fono-Schallplattengesellschaft, Laer [1997]
- Grande messa da requiem Orchestra Stabile di Bergamo, Agora [1997]
- Stabat Mater No. 3 c-mollban Incontri Europei con la Musica, Bongiovanni [1999]
- Che Originali! ossia La Musicomania Georgisches Kammerorchester , Guild [1999]
- C-moll mise Guid [2001]
- La Passione Kammerorchester Ingolstadt, Céh [2002]
- Atalia Neue Düsseldorfer Hofmusik Guild [2003]
- Vespri per il Corpus Domini 1802 Zeneszerzőkamera Milano Classica, Bongiovanni [2004]
- L'Armonia, Naxos [2006]
- David in Spelunca Engaddi, Naxos [2008]
- L'amor coniugale, Naxos, [2008]
- Tobiae matrimonium Simon Mayr Chor + Ensemble, Naxos [2009]
- Medea a Corinto Színházban St. Gallen, Oehmsclassic [2010]
- La Lodoiska Münchner Rundfunkorchester, Oehmsclassic [2011]
- Amor ingegnoso, Bongiovanni GB 2456-2 [2012]
- Samuele , Naxos [2012]
- Demetrio, Re di Siria, Oehmsclassic [2012]
- Innalzamento al trono del giovane re Gioas.  Cantata, Naxos [2012]
- Il sagrifizio di Jefte, Oratorio, Naxos [2013]
- Zongoraverseny C-dúrban
- Ginevra di Scozia, Oehmsclassic [2014]
- Gran messa di requiem g-mollban , Naxos [2015]

## Film
- Martin Pfeil: Der vergessene Musiker: Johann Simon Mayer (1763–1845) INTV Media Ingolstadt, 1995 (VHS, 30 perc)

## Külső hivatkozások
- Simon-Mayr-Gesellschaft
- Simon Mayr ingyenes találatai cpdl.org
- Simon Mayr ingyenes találatai imslp.org
- A Simon Mayr-kórus

## Fordítás
- Ez a szócikk részben vagy egészben  a   Simon Mayr című angol Wikipédia-szócikk ezen változatának fordításán alapul.  Az eredeti cikk szerkesztőit annak laptörténete sorolja fel. Ez a jelzés csupán a megfogalmazás eredetét és a szerzői jogokat jelzi, nem szolgál a cikkben szereplő információk forrásmegjelöléseként.